# Bernhard Heine
Bernhard Heine (Schramberg, 20 agosto 1800 – Thun, 31 luglio 1846) è stato un medico tedesco, inventore dell'osteotomo.

## Biografia
Bernhard Heine nacque il 20 agosto 1800, figlio di un conciatore a Schramberg. All'età di dieci anni fu apprendista nell'istituto ortopedico di suo zio, Johann Georg Heine, a Würzburg. Senza alcuna iscrizione, frequentò l'Università di Würzburg. Quando Johann Georg si trasferì nei Paesi Bassi nel 1829, Bernhard - insieme al cugino Joseph Heine - prese le redini dell'istituto di suo zio. Nel 1837 Bernhard Heine sposò sua cugina (la figlia di Johann Georg) Anna Heine.

### Invenzione dell'osteotomo
Nel 1830, dopo lunghi anni di ricerca e sviluppo, Bernhard Heine presentò uno strumento medico ai suoi colleghi. Era una "sega ossea", che chiamò osteotomo e che rivoluzionò il trattamento chirurgico. Heine viaggiò in altre parti della Germania, in Francia e in Russia per presentarlo ad altri chirurghi.